# Hans-Georg Preißel
Hans-Georg Preißel (auch: Hans-Georg Preissel; * 1943) ist ein deutscher Gartenbauwissenschaftler. Er veröffentlichte als Leiter der Herrenhäuser Gärten zahlreiche Fachartikel und Sachbücher.

## Leben und Werk
Preißel studierte das Fach Gartenbau an der Universität Hannover, an deren Fakultät für Gartenbau und Landeskultur er 1979 seine Dissertation verfasste zum Thema Untersuchungen über den Einfluss der Stickstoffdüngung auf Blühen und Wachstum einiger gesteuerter Zierpflanzen.

## Schriften (Auswahl)
- Untersuchungen über den Einfluss der Stickstoffdüngung auf Blühen und Wachstum einiger gesteuerter Zierpflanzen, zugleich Dissertation 1979 an der Universität Hannover, 1979
- Ulrike Preissel, Hans-Georg Preissel: Brugmansia (Datura). Engelstrompeten, Stuttgart: Ulmer, 1991, ISBN 978-3-8001-6426-4
- Ulrike Preissel, Hans-Georg Preissel: Schöne Kübelpflanzen, Ratgeber, Stuttgart: Ulmer, 1991, ISBN 978-3-8001-6456-1 und ISBN 3-8001-6456-6
- Die königlichen Gärten in Hannover-Herrenhausen. Hannover – die königlichen Gärten Herrenhausen, Führer, Hannover: Amt für Fremdenverkehrs- und Kongreßwesen, 1992
- Ulrike Preissel, Hans-Georg Preissel: Plantes en pots (in französischer Sprache), Paris; [Stuttgart]: Edition Ulmer, 1993, ISBN 978-3-8001-6526-1 und ISBN 3-8001-6526-0
- Ulrike Preißel, Hans-Georg Preissel: Hannovers Berggarten. Ein botanischer Garten, Hannover: Schlütersche, 1993, ISBN 3-87706-376-4
- Ulrike Preissel, Hans-Georg Preissel: Zimmerpflanzen. Die besten Blatt- und Blütenpflanzen, Stuttgart: Ulmer, 1994, ISBN 978-3-8001-6557-5 und ISBN 3-8001-6557-0
- Dorothee Müller (Text), Fria Hagen, Hans-Georg Preissel (Fotos): Gartenkunst und Sinneslust. Niki de Saint Phalles Grotte in Herrenhausen, München: Allianz-Umweltstiftung, 2002